# Бондарев, Виктор Леонидович
Виктор Леонидович Бондарев (род. 1958) — шахтёр подразделения «Шахта имени В. В. Вахрушева» Государственного предприятия «Ровенькиантрацит», Луганская область, Герой Украины (2006).

## Биография
Родился 15 апреля 1958 год в селе Картушино Антрацитовского района Луганской области в шахтёрской семье.
Работал сначала заместителем начальника участка, затем — начальником участка по добыче угля отдельного подразделения «Шахта имени В. В. Вахрушева» Государственного предприятия «Ровенькиантрацит».

## Награды и звания
- Герой Украины (с вручением ордена Державы, 19.08.2006 — за выдающиеся личные заслуги перед Украинским государством в развитии угольной промышленности, достижение самых высоких в отрасли производственных показателей, многолетний самоотверженный труд).[1]